# Batalla de Tendra Spit
La batalla de Tendra Spit fue un intento de desembarco que se desarrolló en Tendra Spit, un estrecho banco de arena en la parte bajo ocupación militar del óblast de Jersón, en el Mar Negro, al noroeste de la península de Crimea, desde la noche del 28 de febrero de 2024 hasta la mañana de 29 de febrero de 2024; el conflicto terminó con la victoria de las tropas rusas de ocupación que lograron repeler a la Armada de Ucrania.

## Enfrentamiento
Cinco barcos cargados con soldados ucranianos del 73º Centro Naval de Operaciones Especiales Marítimas, una unidad cuidadosamente seleccionada y especializada en ataques marítimos clandestinos, se acercaron a una playa de arena baja e intentaron aterrizar. Cuando las tropas ucranianas se acercaron a la masa continental, fueron atacadas por las fuerzas rusas. Según el milbloger ruso Kot Dobrokhod y el Kyiv Post, la emboscada fue llevada a cabo por miembros de infantería de la flota rusa del Báltico. Después de sufrir grandes pérdidas, las fuerzas ucranianas se vieron obligadas a retirarse. Posteriormente, fuentes rusas publicaron varias fotos en las redes sociales que mostraban las consecuencias del aterrizaje fallido y las armas capturadas a los ucranianos. En las fotografías se pueden ver seis cadáveres de soldados ucranianos. Otras imágenes mostraban un par de ametralladoras Browning M2 suministradas por Occidente en un barco, siete armas individuales y cajas de municiones. El canal de información ruso Readovka informó que las tropas rusas habían capturado una bandera ucraniana.

## Secuelas
Las unidades rusas afirmaron que hundieron tres lanchas de desembarco y mataron a 20 soldados ucranianos. El Ministerio de Defensa ruso afirmó que hasta 25 miembros del personal ucraniano murieron y uno fue hecho prisionero. También fueron capturadas cuatro embarcaciones, mientras que una quinta logró escapar. Milbloggers rusos afirmaron que un barco y un prisionero fueron capturados y que un barco logró escapar. Una cuenta rusa de Telegram publicó una fotografía del soldado ucraniano capturado con los ojos vendados con cinta adhesiva. El servicio de prensa de las Fuerzas de Operaciones Especiales de las Fuerzas Armadas de Ucrania, publicado sobre la operación en Telegram, reconoció las pérdidas pero no especificó las víctimas. La publicación decía:

"¡OFICIALMENTE!

Los soldados del 73º Centro de Operaciones Especiales Navales murieron heroicamente durante una misión de combate en un enfrentamiento con los invasores rusos.
Asegurando la salida de las fuerzas principales del grupo después de completar una tarea especial, los soldados aceptaron su última batalla, permaneciendo en la formación para siempre.
El heroico y extremadamente difícil trabajo de combate de las unidades de la SSO en tierra, en el mar y en la retaguardia del enemigo es la contribución diaria de los soldados de la SSO a la victoria sobre el enemigo.
Recuerde siempre a qué precio se gana nuestra libertad.

¡Memoria eterna y gloria a los camaradas caídos! ¡Sinceras condolencias a las familias de las víctimas!"

### Reacciones
El comandante de las Fuerzas de Operaciones Especiales, coronel Serhii Lupanchuk, declaró: "Durante el desempeño de una misión de combate, mientras se enfrentaban a los ocupantes rusos, los guerreros del 73º Centro de Operaciones Especiales de la Marina murieron heroicamente en la batalla. Proporcionando cobertura para la retirada de las fuerzas principales del grupo después Al completar una tarea especial, los soldados participaron en su batalla final, permaneciendo para siempre en las filas."